# 시민 밴드 라디오
시비(CB, Citizens Band)는 27MHz대 생활무전기의 다른 이름이다.
서구에서는 생활무전기를 'Citizens Band'라고 부르는데, 여기의 첫글자 C와 B를 합쳐서 CB로 표기하며, 이를 한국어로 시비로 부른다. 대한민국을 포함한 여러 나라에서는 27MHz대 생활무전기로 무전을 즐기는, 즉 취미로 운영하는 사람들이 많으며 아마추어 무선과 달리 대한민국 내에서는 허가나 신고 절차가 없이 무전기를 구입하는 즉시 운영이 가능하다는 장점이 있다.
그외 취미로 사용하는 사람들외 자동차 동호회가 주로 시비를 운영하고 있고, 이들 중 일부가 시비 운영에 재미를 느껴 취미로 운영하는 사람들이 생기고 있다.
취미로 운영하는 이들은 아마추어 무선으로 영역을 넓히는 경우도 많다. 시비는 무전을 취미 생활로 손쉽게 접하게끔 유도하는 순기능이 있다.
참고로 아마추어 무선의 경우 운영을 하려면 자격증 시험과 같은 방식으로 시험을 봐 자격증을 획득해야 하고 이후 아마추어 무전기를 구입하면서 체신청에 신고하여 허가증과 콜사인이라는 것을 발부 받아야만 운영이 가능하다.
현재 대한민국의 각 지역마다 시비를 주제로 다수의 동호회가 존재한다.